# Comerciário (ofício)
Comerciário (em grego: κομμερκιάριος; romaniz.: kommerkiários) foi um oficial fiscal do Império Bizantino responsável pela coleta do imposto imperial para vendas, o comércio (em grego: κομμέρκιον; romaniz.: kommérkion). Um possível sucessor do romano tardio conde do comércio, o ofício é atestado pela primeira vez em inscrições fragmentadas de uma lei do imperador Anastácio I Dicoro (r. 491–518). Com base em seus selos se sabe que operaram na zona da fronteira e segundo Procópio, o imperador Justiniano (r. 527–565) teria criado várias instalações aduaneiras na zona fronteiriça. Os comerciários tinham monopólio sobre a produção e comercialização de seda e segundo fontes que percorrem do século VIII ao XI, eles controlavam portos e temas, bem como atuavam na troca em importantes centros imperiais.

## História

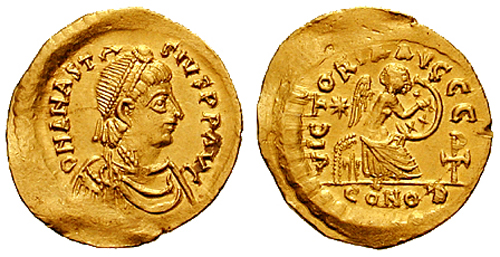
Semisse do imperador r.

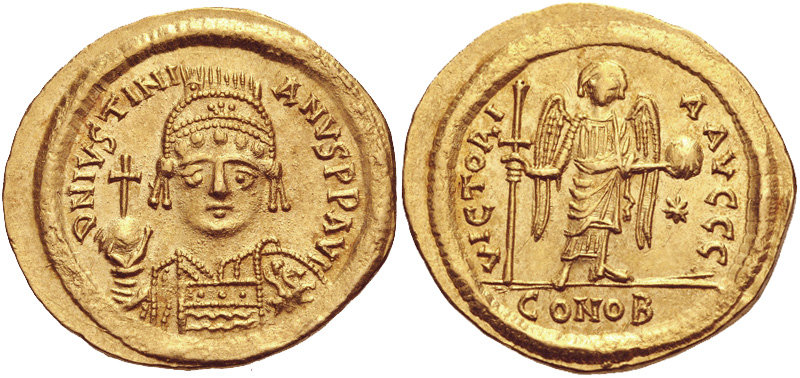
Soldo de Justiniano r.

O comerciário era, talvez, o sucessor do conde do comércio (em latim: comes commerciorum), que era um controlador romano tardio do comércio na fronteira. Segundo a Notitia Dignitatum do final do século IV, havia três condes do comércio sob o controle do conde das sagradas liberalidades: um no Oriente e Egito, um na Ilíria e um na Mésia, Cítia Menor e Ponto (ou seja, a fronteira do Danúbio e o mar Negro). O termo comerciário aparece pela primeira vez em inscrições fragmentadas de uma lei emitida pelo imperador Anastácio I Dicoro (r. 491–518). Eles estavam estacionados em muitas áreas na fronteira, como indicado por seus selos, que parecem sustentar a afirmação feita pelo historiador do século VI Procópio de Cesareia sob Justiniano (r. 527–565) ter instalado estações aduaneiras "em cada estreito" e enviar dois arcontes para cada local de modo a coletar pedágios. Gabriel Millet, um bizantinista francês, considerou os primeiros comerciários como mercadores do imperador, mas suas visões são questionáveis.
Por um ou dois anos, o comerciário [geral] ([genikos] kommerkiarios) alugaria seu ofício em leilão público. Suas funções eram vinculadas às de um contramestre geral do exército bizantino, um coletor de impostos, ou de um empresário (ou grupo de empresários) que obtinham um monopólio da produção de seda e o comércio deste produto. Os comerciários tinham selos feitos por encomenda de sua mercadoria, exibindo a imagem do imperador (ou imperadores) reinante(s), as indicções em que cada selo foi válido (variando entre 673/674 para 832/833), e os nomes dos armazéns (apotecas, os pontos de concentração e redistribuição) das províncias imperiais sob jurisdição deles. Por um breve período entre 695–697 e permanentemente de 730/731 a 832/833, estes selos feitos por encomenda nunca mencionam os nomes de comerciários individuais, mas em vez disso mencionam a expressão "dos comércios imperiais" (supostamente pois os comércios eram ofícios operados por empregados do Estado bizantino que podiam ter exercido controle geral sobre mercadorias e coleta de impostos). Segundo Nikolaos Oikonomides, as alterações feitas aos selos dos comerciários podem ser atribuídas ao imperador Leão III, o Isauro (r. 717–741), que executou uma campanha sistemática de restauração do controle estatal sobre atividades que eram anteriormente controladas por interesses privados. Após meados do século VIII, estes comércios apenas aparecem na Macedônia e Trácia.

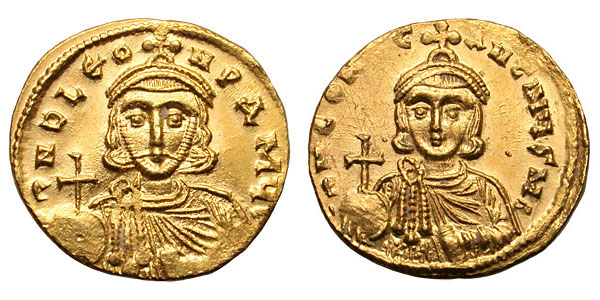
Soldo de r. e r.

Pelo fim do século VII, os comerciários decresceram em importância. Segundo o Cletorológio de Filoteu, eles são mencionados como oficiais subalternos do logotésio geral. Estes novos oficiais eram conhecidos como comerciários imperiais (kommerkiarioi basilikoi) e tinham jurisdição sobre temas e portos, controlavam importações e exportações, e coletavam alguns impostos. Em selos do século IX ao XI, os comerciários parecem estar no controle de grandes territórios, tais como Chipre e Cáldia, ou operando em centros de troca como Quersoneso, Abidos e Erítras. Por vezes, os comerciários operaram simultaneamente em territórios distantes uns dos outros (como José que era abídico e o comerciário de Cefalênia e Salonica). Alguns comerciários, tais como os comerciários de Preslav e os comerciários dos búlgaros, eram inspetores comerciais ao norte dos Bálcãs. Eles mantinham títulos cortesões, tais como protoespatário do Crisotriclino ou mandador, mas podiam ter especificadamente posições "comerciais" tais como metreta (em grego: μετρητής; romaniz.: metretés; lit. "medidor"). Um "grande comerciário do Ocidente", intitulado espatarocandidato, aparece em um selo datado da segunda metade do século X. Eles aparecem em bulas douradas, ao menos até 1196, como coletores do comércio. Contudo, o autor da Vida de Atanásio de Atos já identificou um comerciário como o equivalente bizantino do practor.